# Florin Krasniqi
Florin Krasniqi, född den 26 juni 1964 i Kosovo i dåvarande Jugoslavien, är den viktigaste enskilde understödjaren av den albanska gerillan UÇK.
Florin Krasniqi samlade under åren 1998-1999 ihop totalt 30 miljoner amerikanska dollar från det albanska samfundet i USA för att bistå UÇK, och smugglade också amerikanska vapen till gerillan.